# Megacrania batesii
Megacrania batesii (PSG: 306) is een wandelende tak die voorkomt in Queensland en verschillende eilanden in de Stille Oceaan.
Deze wandelende tak is blauwgroen gekleurd. Bij gevaar scheidt het een melkachtige stof af die ruikt naar pepermunt. Ze eten uitsluitend de bladeren van de geurende schroefpalm.